# استبداد صغیر
استبداد صغیر به دوره‌ای یک ساله از تاریخ سیاسی ایران اطلاق می‌شود که از تیر ۱۲۸۷، با به‌توپ بستن مجلس شورای ملی توسط محمدعلی‌شاه آغاز شد و در تیر ۱۲۸۸ با فتح تهران توسط مشروطه‌خواهان و پناهنده شدن محمدعلی‌شاه به سفارت روسیه پایان یافت. در این دوره عده‌ای از روزنامه‌نگاران، نمایندگان مجلس و مشروطه‌خواهان دستگیر و اعدام شدند یا از تهران گریختند. استبداد صغیر، یکی از دوران‌های سیاسی جنبش مشروطه ایران به‌شمار می‌رود.
رابطه بین محمدعلی‌شاه قاجار و مجلس به دلایل مختلفی دوستانه نبود و در چند نوبت، شاه تلاش کرد مجلس را منحل کند. یکی از مهم‌ترین این تلاش‌ها، واقعه میدان توپخانه در آذر ۱۲۸۶ بود که جماعتی به رهبری شیخ فضل‌الله نوری به مجلس حمله کردند، اما با واکنش مدافعان مجلس، این طرح شکست خورد و شاه هم به ناچار از در صلح و آشتی با مجلس درآمد و سوگند خورد به مشروطه وفادار بماند. از طرفی نشریات مشروطه‌خواه هم به شاه انتقادات تند و گاه توهین‌آمیز می‌کردند و بسیاری از اقدامات او را خلاف قانون می‌دانستند و حتی بعضاً خواهان برکناری او بودند. در اسفند همان سال، در حالی که مذاکرات به سمت مصالحه بین شاه و مجلس پیش می‌رفت، عده‌ای مهاجم ناشناس منتسب به گروه تحت رهبری حیدرخان عمواوغلی به شاه سوءقصد کردند که نافرجام ماند. محمدعلی شاه که از جان خود بیمناک شده بود، پس از مدتی به باغشاه عزیمت و از مجلس درخواست کرد که هشت تن از سران انقلابی مجلس نظیر جهانگیرخان صور اسرافیل، سید جمال الدین واعظ، ملک‌المتکلمین و سید محمدرضا مساوات تبعید شوند. پس از مقاومت مجلس، شاه نیروهای قزاق به فرماندهی ولادیمیر لیاخوف را برای به‌توپ‌بستن مجلس و دستگیری مخالفان خود مأمور نمود. پس از تعطیلی مجلس، محمدعلی شاه قول داد مجلس را دوباره دایر کند، اما این وعده هیچگاه عملی نشد.
سرکوب مخالفان در تهران و بسیاری از شهرهای ایران با سهولت انجام شد و برخی از آنها اعدام شدند. اما در تبریز، مقاومت مسلحانه گروهی از مشروطه‌خواهان مانع تسخیر این شهر شد. نیروهای دولتی، تبریز را محاصره کردند تا با تحت فشار قرار دادن مردم، مقاومت تبریز را بشکنند، اما موفق نشدند. نیروهای مشروطه‌خواه در شهرهای دیگر به تکاپو افتادند؛ چنان‌که ایل بختیاری به رهبری ضرغام‌السلطنه بر اصفهان چیره شد و در گیلان، محمدولی‌خان تنکابنی، با تغییر موضع به مشروطه‌خواهان پیوست. نیروهای مشروطه‌خواه تحت فرماندهی این دو تن، برای احیای نظام مشروطه به سمت تهران حرکت کردند و پس از چند روز زد و خورد، کنترل تهران را به دست گرفتند. پس از فتح تهران، مشروطه‌خواهان محمدعلی شاه را از سلطنت عزل و فرزند خردسالش احمد میرزا را به جای او منصوب کردند.
هرچند که مراجع تقلید در نجف، از مشروطه پشتیبانی می‌کردند، اما یکی از مستمسک‌های اصلی محمدعلی شاه برای تعطیلی مجلس، ادعای مخالف بودن مشروطه با شرع اسلام بود. در عین حال، مطالب نشریات و انجمن‌های وقت که گاهی با تهدید و توهین به شاه همراه بود، به‌عنوان یکی از زمینه‌های اقدامات او دانسته می‌شود. پس از پیروزی انقلاب مشروطه، گروه‌های مختلف مشروطه‌خواه، حتی در مجلس، دچار اختلافاتی بودند؛ چنان‌که بعضی از نمایندگان مجلس مخفیانه یا علنی برای پیشبرد اهداف شاه اقدام می‌کردند. از سوی دیگر، انعقاد قرارداد ۱۹۰۷ مابین امپراتوری بریتانیا و امپراتوری روسیه، که خیال بریتانیا را از بابت تهدید شدن منافعش در هند توسط روسیه راحت می‌کرد، زمینه نفوذ بیشتر روسیه در دربار را فراهم کرد و دست محمدعلی شاه را در اقدامات خود باز کرد. با این حال، امپراتوری بریتانیا، پادشاهی آلمان و حتی روسیه تزاری، برچیدن مجلس شورای ملی را تأیید نکردند.

## واژه‌شناسی
«استبداد» در لغت به معنای تنها بر سر کاری ایستادن و منع کس قبول نکردن است. استبداد در حدیث و روایات اسلامی در معنی «عمل یا تصمیم خودسرانه یک فرد بدون در نظر گرفتن عقاید دیگران» و در نقطه مقابل «مشورت» قرار گرفته است. به نوشته دائرةالمعارف بزرگ اسلامی، در علوم سیاسی، استبداد یا حکومت استبدادی به یک نظام سیاسی اطلاق می‌شود که بر مبنای اقتدار متمرکز و نامحدود بنا شده باشد. در چنین نظامی، قدرت حاکم، قانوناً قابل بازخواست نیست. در حکومت‌های استبدادی، معمولاً یک دیکتاتور در راس حکومت است. متفکران مختلفی از کشورهای مختلف اسلامی، مانند خیرالدین پاشا (تونس)، رافع الطهطاوی (مصر)، سید عبدالرحمان کواکبی (سوریه)، نامق کمال (ترکیه) و میرزا آقاخان کرمانی (ایران) استبداد را معادلی برای حکومت ضد قانون و غیر مشروطه به کار برده‌اند. اما موسی جاراله بیگیف، نویسنده مسلمان ترک‌زبان روس، معتقد است اصطلاح «سلطنت» معادل بهتری برای اطلاق به حکومت‌های مونارشی است؛ چرا که استبداد معنای ظلم را هم در درون خود دارد. با این حال در زبان فارسی، «استبداد منور» به معنای استبداد توأم با عدل به کار رفته است و مثلاً به حکومت اسکندر، استبداد منور اطلاق می‌شود. در کتاب‌های دوران مشروطه، از جمله تنبیه‌الامه و تنزیه‌المله نائینی، لفظ استبداد به مفهوم خودکامگی، با توصیفی که مونتسیکو، روسو و آلفیری از آن دارند، به کار رفته است. به نوشته علی ابوالحسنی می‌توان نظام مشروطه را به «محدود کردن نظام استبدادی (یا به اختصار استبداد) و مهار آن توسط شورایی از عقلای ملت» معنا کرد.

## پیش‌زمینه

### شکاف سیاسی مجلس و محمدعلی‌شاه
مظفرالدین شاه قاجار در تاریخ ۱۳ مرداد ۱۲۸۵ برابر با ۱۴ جمادی‌الثانی ۱۳۲۴، پس از چند مرحله و اعتراض اقشار مختلف مردم تهران، به خصوص اصناف، بازرگانان و روحانیان، فرمان مشروطیت را امضا کرد. مجلس شورای ملی در مهر ۱۲۸۵ افتتاح شد و تدوین پیش‌نویس قانون اساسی مشروطه را آغاز کرد. نمایندگان مجلس می‌دانستند که محمدعلی میرزا، ولیعهد، مخالف مشروطه است و اگر به پادشاهی برسد، کار امضای قانون اساسی دشوار خواهد شد؛ بنابراین شتاب می‌کردند که تا پادشاهِ بیمار هنوز زنده است، کار را تمام کنند. آنها تلاش کردند این متن را به گونه‌ای تنظیم کنند که برای شاه ناخوشایند و حقارت‌آمیز نباشد؛ بنابراین برخی از اصول آن شفاف نوشته نشد.

چنان مصمم شدیم که مجلس شورای ملی از منتخبین شاهزادگان و علما و قاجاریه، اعیان، اشراف، ملاکین و تجار و اصناف به انتخاب طبقات مرقومه در دارالخلافه تهران تشکیل و تنظیم شود که در مهام امور دولتی و مملکتی و مصالح عامه مشاوره و مداقه لازمه را به عمل آورده به هیئت وزرای دولت خواه ما در اصلاحاتی که برای سعادت و خوشبختی ایران خواهد شد اعانت و کمک لازم را بنماید و در کمال امنیت و اطمینان، عقاید خود را در خیر دولت و ملت و مصالح عامه و احتیاجات قاطبهٔ اهالی مملکت به‌توسط شخص اول دولت به عرض برساند که به صحهٔ همایونی موشّح و به موقع اجرا گذارده شود.

قانون اساسی برای امضای مظفرالدین شاه، که در بستر مرگ بود، ارسال شد. اما او از امضای آن خودداری کرد. درباریان مخالف مشروطه، بیماری شاه را بهانه می‌کردند و امضای قانون اساسی را به تأخیر می‌انداختند تا ولیعهد از تبریز برسد. محمدعلی میرزا، همان‌طور که پیش‌بینی می‌شد، با قانون اساسی مخالف بود و سعی کرد بعضی از اصول آن را تغییر دهد که با مخالفت جدی روبرو شد. شاه، نهایتاً در تاریخ ۸ دی ۱۲۸۵ آن را امضا کرد، اما پنج روز بعد درگذشت و فرزندش محمدعلی شاه بر تخت نشست.
محمدعلی‌شاه پس از رسیدن به پادشاهی تلاش کرد دستخطی از پزشک مظفرالدین شاه بگیرد که تصدیق نماید در زمان امضای فرمان مشروطیت، شاه سابق به سبب اوضاع جسمانی‌اش قادر به فهم محتوای آن نبوده است و نمی‌دانسته چه چیزی را امضا می‌کند؛ اما موفق نشد. او همچنین نمایندگان را به مراسم تاجگذاری دعوت نکرد و وزرای کابینه را به نادیده گرفتن مجلس تشویق می‌کرد و برای تضعیف مخالفان خود به اختلافات مذهبی و قومیتی در مناطق مختلف کشور دامن می‌زد.
مجلس اول با دولت و دربار، رویارویی‌های جدی پیدا کرد؛ مثلاً مشیرالدوله، رئیس دولت، از حضور در مجلس و معرفی وزرا برای کسب رای اعتماد، امتناع می‌کرد. در مقابل، لایحه دولت برای استقراض از دولت‌های خارجی با مخالفت مجلس همراه شد و به‌جای آن، نمایندگان خواهان تشکیل بانک ملی شدند. اختلاف شاه و مجلس از همان ابتدا آشکار بود. در اواخر سال ۱۲۸۵ محمدعلی شاه به وزیر مختار بریتانیا گفت که مشروطه کنونی دلخواه او نیست و مجلس مملو از جماعت بی‌نظم نادانی است که به منافع شخصی خود می‌اندیشند. اما در آن زمان شاه پشتوانه نظامی و مالی لازم برای برچیدن مجلس را در اختیار نداشت.
تصویب متمم قانون اساسی، اختلاف اصلی شاه و مجلس هم بود. مجلس با الگوبرداری از قانون اساسی بلژیک، بندهایی به قانون اساسی اضافه کرد که اختیارات شاه را به شدت محدود می‌کرد و در مقابل به مجلس اختیارات وسیعی می‌داد؛ از جمله عزل نخست‌وزیر یا هر یک از وزیران و تصویب سالیانهٔ همهٔ هزینه‌های نظامی. شاه از امضای آن سر باز زد که مخالفت جدی مردم درنقاط مختلف ایران را به همراه داشت. اما در نهایت عقب‌نشینی و متمم قانون اساسی را در مهر ۱۲۸۶ امضا کرد و برای اثبات حمایت خود از مشروطه، به عضویت جامع آدمیت درآمد.

### صف‌بندی مخالفان مشروطه
علاوه بر شاه، درباریان و شاهزادگان هم با مجلس اختلاف جدی داشتند. آنان مجلس را تهدیدی برای اقتدار و درآمدهای خود می‌دانستند و شاه را به برچیدنش ترغیب می‌کردند. کامران میرزا، عمو و پدرزن محمدعلی شاه، درباریان باقی مانده از عهد ناصری را رهبری می‌کرد. عین‌الدوله، نخست‌وزیر مظفرالدین شاه در زمان انقلاب مشروطه، هم در زمره مخالفان اصلی در دربار بود. سعدالدوله، نماینده مجلس، که قبل از پیروزی انقلاب مشروطه وزیر تجارت و مخالف ژوزف نوز بود و از مشروطه‌خواهان حمایت می‌کرد به مرور به دربار محمدعلی شاه گرایش پیدا کرد. سرگئی شاپشال معلم زبان روسی محمدعلی شاه در زمان ولیعهدی بود که پس از شاه شدن او، نفوذ زیادی به دست آورد و نیز ولادیمیر لیاخوف، فرمانده بریگاد قزاق، از مخالفان مشروطه بودند.
مخالفان مشروطه در دوران نخست‌وزیری امین‌السلطان (اردیبهشت تا شهریور ۱۲۸۶) نیرو و انسجام زیادی پیدا کردند. وی نخست‌وزیر دوران ناصرالدین شاه و مظفرالدین شاه بود که پس از چند سال زندگی در اروپا، به ایران بازگشته بود. او در دوره زمامداریش، تلاش کرد بین شاه و افراد محافظه‌کار مجلس، مصالحه و آشتی برقرار کند اما نهایتاً ترور شد.
حاکمان محلی ولایات نیز به نظام نو اهمیتی نمی‌دادند. آصف‌الدوله در خراسان، خانواده قوام‌الملک در شیراز، شجاع نظام در مرند، رحیم چلبیانلو و پسرش در ماکو و چندین حاکم و والی محلی دیگر در زمره مخالفان مشروطه بودند.
شیخ فضل‌الله نوری، یکی از روحانیان بانفوذ تهران، متمم قانون اساسی را با شریعت اسلام در تضاد می‌دانست. او علاوه بر این که قانون‌گذاری توسط بشر را ناقض احکام شریعت می‌دانست، به‌صورت ویژه با اصول آزادی (اصل هشتم) و برابری (اصل بیستم) متمم قانون اساسی مخالفت می‌کرد. در این زمان برای نخستین بار، ضرورت انطباق دادن قوانین مجلس با اسلام سخن به میان آمد. در سال ۱۲۸۶ یک جریان ضد مشروطه، به رهبری فضل‌الله نوری فعالیت خود را شروع کرد که مخالف پارلمانتاریسم بود. آنها به اصول قانون اساسی و متمم آن، مخصوصاً اصولی که به برابری همه گروه‌های دینی و گسترش صلاحیت دادگاه‌های غیرشرعی اشاره داشت، معترض بودند و آنها را مخالف اسلام می‌دانستند. آنها انجمنی تشکیل دادند و با محمدعلی شاه هم‌نوا شدند. اگرچه بعضی از آنها انگیزه‌های مادی یا شخصی داشتند، اما برخی نیز مشروطه را بدعتی ناشایست در اسلام می‌دیدند. در سال ۱۲۸۷، نوری که جایگاه علمی و فقهی خود را بالاتر از بهبهانی و طباطبایی می‌دانست، آشکارا از شاه طرفداری کرد و روزنامه‌نگاران و مراجع تقلید مشروطه‌خواه را تکفیر نمود. نوری از پشتیبانی امین‌السلطان، سید کاظم یزدی و دولت عثمانی برخوردار بود و سه خواسته مهم وی این بود که «همه نمایندگان مجلس مسلمانان باتقوا باشند و هیچ غیرمسلمان یا ناراضی مذهبی به عضویت آن در نیاید»، «قانون اساسی به هیچ وجه با شرع تباین نداشته باشد و از جمله اصول مربوط به آزادی بیان و مطبوعات از آن حذف شود» و «واعظان بابی و مرتد باید از خطابه منع شوند».
به مرور، مخالفان مشروطه هم در تهران و شهرهای مختلف کشور انجمن‌هایی را تأسیس کردند و هواداران خود را متشکل نمودند. بعضی از آنها، مانند انجمن اسلامیه در تبریز به صورت علنی با مشروطه مخالفت کردند و بعضی دیگر، مانند انجمن خدمت در تهران، در ظاهر به حمایت از مشروطه پرداختند.

### آزادی مطبوعات
با وقوع انقلاب مشروطه، در قانون اساسی مصوب مجلس شورای ملی، آزادی مطبوعات به‌عنوان یکی از حقوق بنیادین ملت به رسمیت شناخته شد و به تعبیر محمد صدر هاشمی، هر کس که می‌توانست، به انتشار نشریه‌ای مبادرت نمود. تعداد آن‌ها از ۶ عنوان، به بیش از ۱۰۰ عنوان رسید. از جمله نشریات پرطرفدار در این دوره، مساوات، صور اصرافیل، روح‌القدس و ندای وطن بودند. تا قبل از کودتای محمدعلی شاه و به توپ بستن مجلس، اهالی مطبوعات با سانسور اقدام مواجه نبودند و حتی به فحاشی مبادرت می‌کردند. آدمیت می‌گوید که حتی بعد از پیوستن محمدعلی شاه به جامع آدمیت، باز هم بعضی از جراید از شاه بدگویی می‌کردند و خواهان عزل یا اعدام او بودند. به اعتقاد محسنیان راد، روزنامه‌نگاری در این دوره «به دست آنانی افتاد که از روزنامه‌نگاری صحیح هیچ چیز نمی‌دانستند و به علت سال‌های فشار و اختناق، روزنامه‌ها به شب‌نامه تبدیل شد.»
مخالفان مشروطه هم نشریاتی را منتشر می‌کردند؛ مثلاً آملاعمو ارگان انجمن اسلامیه تبریز بود که در تبریز منتشر می‌شد و در مخالفت با مشروطه‌خواهان می‌نوشت و آنان را بابی یا لامذهب قلمداد می‌کرد.
علاوه بر جراید و مطبوعات، در این دوره معمولاً روزنامه‌های مخفی هم منتشر می‌شدند که به شب‌نامه مشهور معروف بودند. شب‌نامه‌ها در قطع کوچک، اغلب بدون تاریخ و به‌طور نامرتب در شهرهای مختلف چاپ و توزیع می‌شدند. شب‌نامه‌ها معمولاً حاوی چند مقاله علیه حکومت یا اخباری در مورد انقلابیون بودند.

### درگیری رهبران مشروطه
پس از تشکیل مجلس اول، منازعاتی بین سران مشروطه به وجود آمد. یکی از بارزترین این منازعات، مابین بهبهانی و احتشام‌السلطنه و در جلسه علنی مجلس رخ داد؛ چنان‌که در نوشته‌های مخبرالسلطنه هدایت، یحیی دولت‌آبادی و خود احتشام‌السلطنه نیز بازتاب یافت. این درگیری بر سر شکایت بخشی از مردم زنجان علیه جهانشاه، حاکم این شهر، به اتهام تصرف عدوانی مایملکشان بود که بهبهانی طی تلگرافی به عدلیه زنجان، جهانشاه را از اتهام مبری و شکایت شاکیان را بی‌اساس دانست. اما طی استعلام عدلیه از مجلس، احتشام‌السلطنه، رئیس مجلس، دخالت بهبهانی را مردود دانست و پاسخ داد: «حکم آقا را ندیده فرض کنید و اعتبار ندهید.» بهبهانی از پاسخ احتشام‌السلطنه برآشفت و خواستار استعفای او شد. ماشاءالله آجودانی، تلگراف بهبهانی را فتوای یک مجتهد در دعوای دو طرف مدعی دانسته که تا پیش از آن امری عادی محسوب می‌شده است؛ اما با جایگاه قانونی مجلس و عدلیه در تعارض بود.
ژانت آفاری می‌نویسد اختلاف دیگری نیز بین نمایندگان لیبرال دموکرات مجلس با مجاهدان سوسیال‌دموکرات در جریان بود. نمایندگان لیبرال، مجاهدان را افرادی خشن می‌دانستند که می‌بایست تحت رهبری افراد سنجیده و باتجربه باشد. فریدون آدمیت، نمایندگان متمایل به سوسیال‌دموکرات روسی، گروه اجتماعیون عامیون، مجاهدان قفقازی و افراد و انجمن‌هایی که با آنها همکاری می‌کردند (از جمله انجمن آذربایجان) را «جبهه افراطیون» خوانده است. از بین سخنوران مشهور سید جمال واعظ و ملک‌المتکلمین و از بین روزنامه‌نگاران میرزاجهانگیرخان صور اسرافیل، سید محمدرضا مساوات و عبدالرحیم خلخالی وابسته به این گروه بودند و حیدرخان عمواوغلی نیز هدایت سه جوخه ترور را برای این گروه بر عهده داشت. بنا بر گزارش آدمیت، در صورتی که نماینده‌ای از نمایندگان مجلس سخنی علیه آنان می‌گفت، تهدید می‌شد؛ چنان‌که عاملان مسلح یک بار شبانه به خانه احتشام‌السلطنه حمله کردند تا او را به استعفا از ریاست مجلس وادارند. برای برکناری افراطی‌های مجلس، گروهی از نمایندگان به رهبری طباطبایی لایحه‌ای تدوین کردند. این گروه بعداً، از مجلس دوم به بعد در قالب حزب اعتدالیون متشکل شدند. منتها این طرح نهایتاً تصویب و عملی نشد.

### قرارداد ۱۹۰۷
امپراتوری روسیه تزاری و امپراتوری بریتانیا در سال ۱۲۸۶ (۱۹۰۷ میلادی)، معاهده‌ای را امضا کردند که به موجب آن، مناطق شمالی ایران به‌عنوان مناطق تحت نفوذ روسیه و مناطق جنوبی به‌عنوان مناطق تحت نفوذ بریتانیا به رسمیت شناخته شد. با امضای این معاهده که به قرارداد ۱۹۰۷ شهرت یافت، بریتانیا پس از ۷۵ سال، از مخالفت و مقابله با روسیه برای اعمال نفوذ یا تجاوز به مناطق شمالی ایران دست برداشت و روس‌ها اجازه پیدا کردند که برای تضمین منافع خود به هر اقدامی که لازم بود دست بزنند، مشروط بر آن که دامنه این اقدامات به مناطق تحت نفوذشان محدود شود. این قرارداد با تلاش جمهوری فرانسه و به این منظور منعقد شد که رقابت دیرینه بریتانیا و روسیه در غرب آسیا خاتمه پیدا کند و زمینه اتحاد این دو قدرت جهانی علیه پادشاهی آلمان فراهم شود. مشروطه‌خواهان این قرارداد را خطری برای استقلال کشور دانستند و نسبت به آن واکنش نشان دادند. این معاهده دست روسیه را برای مداخله به نفع محمدعلی شاه بازتر کرد تا بتواند بدون واهمه از بریتانیا که به نوعی جانب مشروطه‌خواهان را داشت، اقدام کند.

## مقابله دربار و مجلس

### کودتای اول

طرفداران فضل‌الله نوری در حمایت از حکومت مشروعه و مخالفت با مشروطه در اطراف چادر او در میدان توپخانه تجمع کرده‌اند.

سید جمال واعظ و ملک‌المتکلمین در مجالس وعظ خود در این زمینه هشدار می‌دادند که شاه و درباریان برای مقابله با مجلس نقشه می‌کشند. نمایندگان مجلس بعضی از کارهای شاه، مانند جابجایی وزیران بدون اطلاع مجلس را غیرقانونی می‌دانستند و بر او خرده می‌گرفتند. از طرفی بودجه دربار را شدیداً کاهش دادند. در دربار، حقوق کارکنان خرده‌پای دربار (مانند مهتران و آبدارباشیان و قاطرچیان)، که به بیوتات معروف بودند، پرداخت نمی‌شد و درباریان می‌گفتند مجلس حقوقشان را قطع کرده است. شاه نیروهای نظامی را جابجا می‌کرد و اوباش محله‌های مختلف تهران مانند سنگلج و چاله میدان را سازماندهی می‌نمود.
به ادعای ملک‌المتکلمین، سعدالدوله، نماینده مجلس، در دربار با الهام از کودتای لوئی بناپارت، که جمعیت ۱۰ دسامبر را از افراد بی‌طبقه و لمپن تشکیل داده بود از آنها در کودتای خود استفاده کرده بود، طرح کودتای مشابهی را ریخته است. او برای متقاعد کردن شاه به این برنامه، نظام‌نامه‌های لوئی بناپارت در مورد انجمن‌های سیاسی را به فارسی برگرداند و در اختیار او قرار داد. با تأیید محمدعلی شاه، برنامه با همکاری افرادی در دربار از جمله کامران میرزا، مجلل‌السلطان و مختارالدوله عملی شد.
در آذر ۱۲۸۶، شیخ فضل‌الله نوری از مردم دعوت کرد تا برای دفاع از اسلام در برابر «مشروطه‌طلبان کافر» در میدان توپخانه تجمع کنند. کارکنان بیوتات در ۲۱ آذر ۱۲۸۶ برای اعتراض به مجلس ابتدا در قورخانه و سپس در مسجد عبدالحسین تجمع کردند. روز بعد، دسته‌هایی از محله‌های سنگلج، چاله میدان و عودلاجان، که روی هم رفته اجتماعی هفتصد تا هشتصد نفری را تشکیل می‌دادند، به سمت میدان بهارستان حرکت کردند. آبراهامیان، عمدهٔ آنان را طلاب و روحانیون، درباریان و مستخدمان، دهقانان اراضی سلطنتی ورامین، کارگران سادهٔ بازار تهران و شاغلان ردهٔ پایین قصر سلطنتی تشکیل می‌دادند. شیخ فضل‌الله در این گردهمایی سخنرانی کرد و «برابری» را یک بدعت خارجی خواند.
سهراب یزدانی برنامه مخالفان مشروطه را سه مرحله ارزیابی کرده است که عبارت بود از مرحله اول، هجوم گروه ضربت مجهز به سلاح سرد به مجلس، مرحله دوم، تجمع تعداد زیادی از بیوتات در میدان توپخانه برای شعار دادن علیه مجلس و مرحله سوم، به میدان آمدن نیروی نظامی و اعلام حکومت نظامی برای مانع شدن از پیوستن طرفداران مجلس به صحنه درگیری. اجتماع‌کنندگان برای حمله به مجلس آماده می‌شدند، اما محافظان کم‌شمار مجلس، با مشاهده مهاجمان درِ مجلس را بستند و پس از این که چند تیر از سمت مهاجمان به سمت درِ مجلس و چند تیر از پشت بام مجلس به سمت مهاجمان شلیک شد، مرحله اول (مأموریت گروه ضربت) و کل برنامه حمله ناکام ماند. بنابراین، مهاجمان نیز به گروه تجمع کنندگان در میدان توپخانه پیوستند و تحت محافظت نیروهای قزاق که آنها را پشتیبانی می‌کردند، علیه مشروطه و مجلس شعار دادند. به موازات، در دربار، محمدعلی شاه با دولت مشروطه برخورد سختی کرد. ناصرالملک، نخست‌وزیر، حبس شد و بعد از این که با وساطت بریتانیا رهایی یافت، عازم اروپا شد. علاءالدوله و معین‌الدوله بازداشت و تبعید شدند و بقیه وزیران نیز با توهین و تحقیر از دربار رانده شدند. به این ترتیب، دولت عملاً منحل شد. در مقابل، جامعهٔ اصناف برای دفاع از مشروطه، اعلام اعتصاب عمومی کرد و به گفتهٔ آبراهامیان، بیش از ۱۰۰ هزار نفر برای دفاع از مجلس داوطلب شدند. در نهایت محمدعلی شاه عقب‌نشینی کرد و با سوگند دوباره به قانون اساسی مشروطه، از طرفداران خود خواست که پراکنده شوند.
واقعه میدان توپخانه ده روز طول کشید و تجمع‌کنندگان میدان توپخانه آرام آرام دست بالا را از دست دادند. با وساطت بزرگان و دولتمردان، سازش بین شاه و مشروطه‌خواهان برقرار شد. ماشاءالله آجودانی، ابتکار عمل احتشام‌السلطنه، رئیس مجلس، در دفاع از مجلس را عامل ناکامی کودتا و عقب‌نشینی شاه دانسته است. شاه پس از شکست در این کودتا، در سوگندنامه‌ای در اول دی ۱۲۸۶ به قرآن سوگند خورد که اساس مشروطیت و قانون اساسی را رعایت کند. دولت جدید، هم با عضویت افراد مورد حمایت مجلس و هم طرفداران محمدعلی شاه، به ریاست حسین‌قلی‌خان نظام‌السلطنه تشکیل شد و سعدالدوله هم به سفارت هلند پناه برد. اما به گفته آدمیت، حتی بعد از این که محمدعلی شاه به عضویت جامع آدمیت درآمد و در ظاهر بین شاه و مجلس آشتی برقرار شد، نمایندگان مشروطه خواهان انقلابی در مجلس، نویسندگان همفکر در جراید و سخنوران بر منبر از شاه بدگویی می‌کردند، عزل یا اعدام او را می‌خواستند و او را «پسر ام‌الخاقان» خطاب می‌کردند.

### سوء قصد به محمدعلی شاه
اتومبیل شاه جلو بود و پشت سر آن، کالسکه شاه می‌رفت. ما هم با وزیر جنگ، سردار منظم حاکم تهران، رضا بالا رئیس پلیس و جمعی از عمله خلوت اطراف. کالسکه از میدان توپخانه و خیابان پست گذشته، سر سه‌راه که به تکیه بربری‌ها و خانه ظل‌السلطان می‌رود؛ که در ضلع آن سه‌راه عکاس‌خانه میرزاعبدالباقی می‌باشد و مقابل آن دکان بقالی قصابی و کاروانسرایی که این دکاکین مقابل با عمارت و بالاخانه‌های ظل‌السلطان است که حالا پسرش اکبرمیرزا مسکن دارد…، از سمت عکاس‌خانه یک بم (بمب) به سمت اتومبیل انداخته شد. بی‌درنگ، بم دیگر. صدای این دو بم به قدر دو توپ بود… کالسکه شاه ایستاد. شاه مضطربانه بیرون آمده و ما هم پیاده شدیم. سه چهار قدم شاه را پیاده آورده، آن‌وقت، هم از سمت راست که عکاس‌خانه و پشت‌بام آن باشد که بم را خالی کرده بودند، هم از سمت چپ که پشت‌بام دکاکین باشد، تفنگ گلوله خالی شد. به هیچ‌یک از ماها نخورده فوراً شاه را به یک خانه محقری که درش باز و اهل خانه برای تماشای عبور شاه ایستاده بودند، وارد کردیم.

نقل از خاطرات احتشام‌السلطنه
در ۹ اسفند ۱۲۸۶، در حالی که مذاکرات به سمت مصالحه بین شاه و مجلس پیش می‌رفت، هنگامی که شاه در حال عبور از خیابان‌های تهران بود، دو بمب دستی به سمت اتومبیل شاه پرتاب شد. اگرچه چند نفر از همراهان شاه و چند رهگذر کشته شدند، اما شاه آسیبی ندید. سهراب یزدانی، عوامل این سوء قصد را، به احتمال زیاد، گروه اجتماعیون عامیون دانسته است. به دستور شاه، چند نفر از مظنونان، از جمله حیدرخان عمواوغلی دستگیر و در کاخ گلستان زندانی و بازجویی شدند. اما چند نفر از نمایندگان مجلس به این اقدام شاه اعتراض کردند و آن را مصداق دخالت در امور اجرایی کشور دانستند. آنها وزیر عدلیه، رئیس نظمیه و رئیس محکمه را به دلیل پذیرفتن این حکم شاه مقصر دانستند و این در حالی بود که شاه جان خود را در خطر می‌دید. شاه این سوء قصد را توطئه‌ای از سوی ظل‌السلطان برای قبضه کردن تخت پادشاهی می‌دید و اصرار نمایندگان به رعایت قانون را برنمی‌تافت؛ بنابراین طرح‌ریزی کودتایی جدید را شروع کرد که کم و بیش به کودتای قبلی شبیه بود.
در پی بروز بحران سیاسی، احتشام‌السلطنه در اواخر فروردین ۱۲۸۷ از ریاست مجلس و نظام‌السلطنه در ۱۲ اردیبهشت از ریاست دولت کناره‌گیری کردند. نظام‌السلطنه، پیش از استعفا، به مارلینگ، سفیر روسیه گفت که شاه در تدارک نبردی دیگر است. شاه، بدون در نظر گرفتن نظر مجلس، احمد مشیرالسلطنه را مأمور تشکیل کابینه کرد. پس از این وقایع، جلسات مجلس به‌طور نامنظم برگزار می‌شد و جمعی از افراد بانفوذ در خانه عضدالملک، ایلخان قاجار، گرد آمدند تا نگرانی خود را از اوضاع کشور ابراز کنند. دامنه این گردهمایی آرام‌آرام گسترش پیدا کرد و آنان خواستار عزل و اخراج امیربهادر، شاپشال و جمعی دیگر از نزدیکان شاه شدند و تهدید کردند که تداوم این وضعیت می‌تواند تداوم حکومت خاندان قاجار را به خطر اندازد. این رویداد به پادرمیانی و تهدید سفرای روسیه و بریتانیا انجامید.

### عزیمت شاه به باغشاه
در ۱۴ خرداد ۱۲۸۷ گروهی از سربازان شاه وارد خیابان‌ها شدند و به شلیک هوایی و هیاهو پرداختند. همزمان گروهی از نیروهای قزاق با یک عراده توپ به میدان توپخانه رفتند، به‌طوری که مردم تصور کنند که شاه قصد حمله به مجلس را دارد. اما همزمان با این اتفاقات، شاه (که از زمان ترور نافرجام، از کاخ خارج نشده بود) از کاخ گلستان خارج شد و به باغشاه رفت؛ جایی در بیرون از شهر که استحکامات مناسبی داشت و برخلاف کاخ گلستان، در قلب شهر و در دسترس نبود. بلافاصله، نیروهای قزاق، منطقه باغشاه را قرق کردند و توپ‌ها به سمت پایتخت نشانه رفت. شاه در نامه‌ای به نخست‌وزیر، اعلام کرد که به دلیل گرمای هوا، از تهران خارج شده است. محمدعلی شاه از این نقطه، اداره کشور را در دست گرفت و افراد مورد نظر خود را به منصب‌های کلیدی منصوب کرد؛ لیاخوف فرمانده نظامی تهران، مویدالدوله حاکم تهران و امین‌الملک رئیس تلگرافخانه شدند. چندی بعد، به دستور او، سه تن از گردانندگان اجتماع منزل عضدالملک؛ جلال‌الدوله پسر ظل‌السلطان، سردار منصور و علاءالدوله دستگیر و تبعید شدند. نمایندگان مجلس این حرکت شاه را دخالت در امور اجرایی کشور تلقی کردند. محمدعلی شاه در باغشاه، بیانیه‌ای را با عنوان «راه نجات و امیدواری ملت» منتشر کرد و در آن خواستار اجرای قانون مطبوعات، فراهم شدن نظام‌نامه‌ای برای انجمن‌ها و خروج تعدادی از مشروطه‌خواهان از کشور شد. او در این بیانیه ضمن تأکید بر این که حکومت ایران، مشروطه است، تصریح کرد که با «مفسدان» و کسانی که از حدود خود خارج شوند، برخورد جدی صورت خواهد گرفت.
در ۱۹ خرداد ۱۲۸۷، با آشکار شدن احتمال حمله به مجلس، گروه زیادی از انجمن‌ها در مسجد سپهسالار گرد آمدند و پیرامون مجلس را احاطه کردند تا از آن دفاع کنند. شاه این رویداد را اقدامی خصمانه تلقی کرد و از مجلس خواست تا این عده پراکنده شوند. علی‌رغم مخالفت بهبهانی و طباطبایی، سرانجام مجلس تسلیم خواست شاه شد و تقی‌زاده و ممتازالدوله مردم را به ترک کردن صحنه تشویق کردند. جمعیت موقتاً صحنه را ترک کردند؛ اما از ۲۹ خرداد، جمعیت پشتیبان مجلس دوباره بازگشت؛ چنان‌که شب‌ها یکصد تن در اطراف مجلس نگهبانی می‌دادند. اما پشتیبانان مجلس مهمات و تدارکات خاصی نداشتند.
در روز ۱ تیر، محمدعلی شاه طی اطلاعیه‌ای در تهران و سایر شهرها حکومت نظامی اعلام کرد. به موجب این حکم، تجمع در گذرها، میدان‌ها و حتی خانه‌ها ممنوع بود، کسی حق حمل اسلحه نداشت و مأموران امنیتی حق داشتند در صورت نافرمانی مردم از دستورها، به آنها شلیک کنند. به این ترتیب خیابان‌ها خالی شد و مجلس بی‌پشتوانه ماند. شاه در اقدامی دیگر، طی تلگراف به ولایات دیگر کشور، مجلس را غیرقانونی و مخالف مشروطه خواند.

### به توپ بستن مجلس

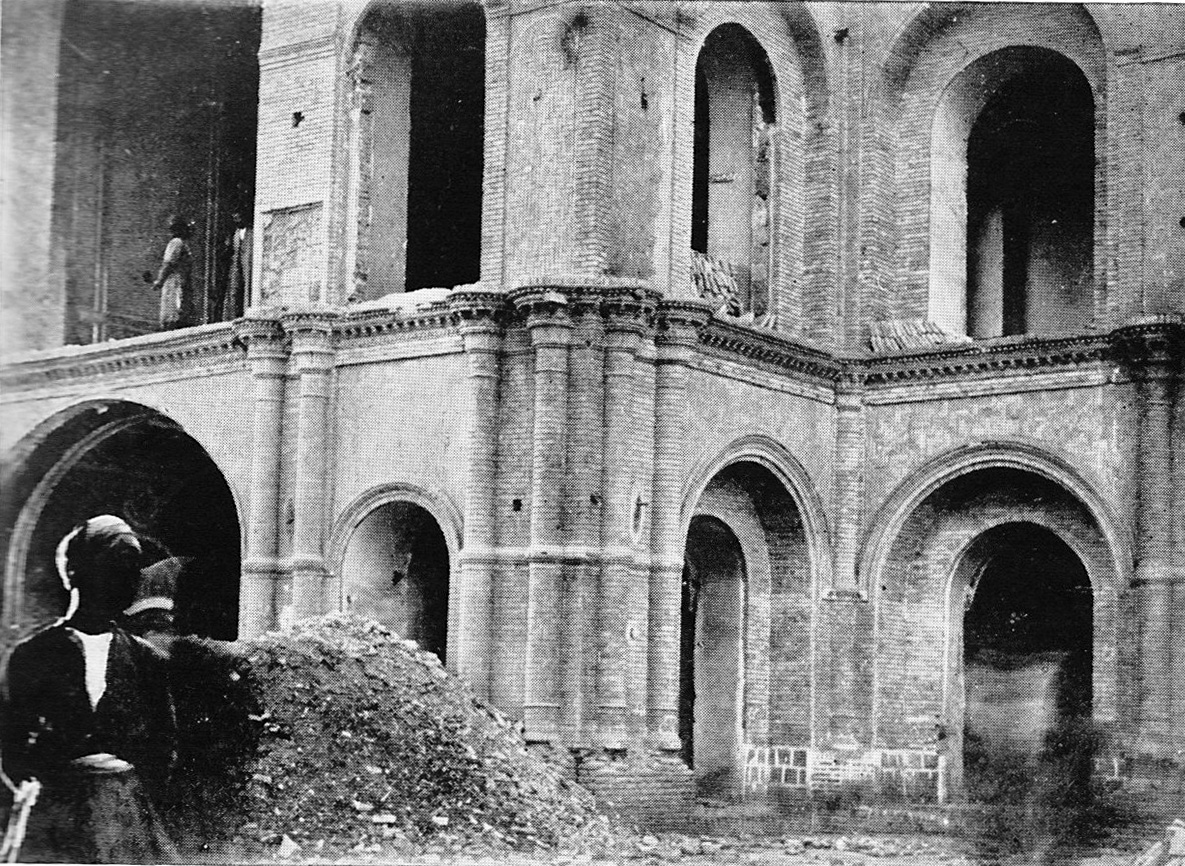
نمایی از ساختمان به‌توپ‌بسته شدهٔ مجلس شورای ملی.

در سپیده‌دم روز دوم تیر ۱۲۸۷ حرکت نیروهای نظامی و عراده‌های توپ به سمت مجلس شروع شد. بهانه اصلی این لشکرکشی، پناهنده شدن چند نفر از روزنامه‌نگاران و واعظان مخالف شاه از جمله ملک‌المتکلمین، سید جمال واعظ، میرزا جهانگیرخان صوراسرافیل و سیدمحمدرضا مساوات بود که بیشترین و تندترین انتقادها به شاه را داشتند. شاه خواهان دستگیری این عده بود، اما مجلس با تحویل این اشخاص مخالفت ورزیده بود. نیروی مهاجم دولتی از قزاق‌ها، سربازان سیلاخوری و دو فوج دیگر تشکیل می‌شد. مامونتف شمار آنان را ۴۵۰ تا ۵۰۰ نفر مجهز به ۸ عراده توپ گزارش کرده است، اما کسروی تعداد آنان را بیشتر از این مقدار دانسته است. نیروهای دولتی، علاوه بر مجلس، مدرسه و مسجد سپهسالار، انجمن مظفری و انجمن آذربایجان را نیز به توپ بستند.
مدافعان مجلس را کمتر از ۸۰ نیروی مسلح تشکیل می‌دادند که اغلب آموزش نظامی ندیده بودند، کمبود شدید مهمات داشتند و برای جلوگیری از بهانه گرفتن روس‌ها برای حمله به کشور، از تیراندازی به سوی روس‌ها خودداری می‌کردند. با تمام شدن مهمات، مدافعان هم لاجرم دست از دفاع برداشتند. در این نبرد، از بین نیروهای دولتی، ۲۴ نفر کشته و تعدادی نیز زخمی شدند. دولت گزارش داد که از بین نیروهای مدافع مجلس نیز ۳۰۰ نفر کشته شدند. اما سهراب یزدانی این تعداد را دور از واقعیت می‌داند؛ چون تعداد مدافعان مجلس خیلی کمتر از این مقدار بود.
با پیروزی قوای دولتی، نیروهای مشروطه‌خواه تحت تعقیب قرار گرفتند و بسیاری از آنان، از جمله میرزا ابراهیم تبریزی، شیخ احمد روح‌القدس، ملک المتکلمین، میرزا جهانگیرخان، سید جمال‌الدین واعظ و قاضی ارداقی دستگیر، شکنجه و کشته شدند. در شهرهای دیگر مانند انزلی و اردبیل هم مشروطه‌خواهان شاخص شکنجه و اعدام شدند. عده دیگری نیز به کشورها یا سفارتخانه‌های خارجی پناه بردند یا به نحوی پنهان شدند تا از گزند نیروهای دولتی در امان بمانند. دفاتر روزنامه‌ها و انجمن‌ها در هم شکسته و غارت شد. محمدعلی شاه اعلام کرد که به مشروطه وفادار است و تا سه ماه آینده، مجلس جدیدی را ترتیب خواهد داد. او در دست‌خطی که در روز سوم تیرماه منتشر شد، نوشت: «برای برقراری نظم و آسایش عموم، که از طرف باری‌تعالی به ما تفویض شده است، خواستیم مفسدین را دستگیر نماییم. مجلس از آنها حمایت نمود… ما هم از امروز تا سه ماه دیگر مجلس را منفصل نموده، پس از این مدت وکلای متدین ملت و دولت‌دوست منتخب شده…، پارلمان مفتوح شده مشغول انتظام گردد.»

مشروطه‌خواهان زندانی در باغشاه

## زمامداری پس از براندازی مجلس
محمدعلی شاه پس از موفقیت در تعطیلی مجلس، دست‌خطی مبنی بر اعلام عفو عمومی را روانه سفارت‌خانه‌های خارجی کرد، اما در عمل مأموران او در تعقیب مخالفان بودند. پس از قتل ملک‌المتکلمین و صور اسرافیل، محمدعلی شاه یادداشت اعتراضی سفرای کشورهای خارجی را دریافت کرد و به همین منظور دستور داد در باغشاه دادگاهی تشکیل شود تا برای مخالفان، احکام مجازات را صادر کند.
محمدعلی شاه در ابتدا اعلام کرد قصدی برای برانداختن نظام مشروطه ندارد و سه ماه آینده، انتخابات مجلس جدید را برگزار خواهد کرد. اما زمانی که این سه ماه سپری شد، آن را به دو ماه بعد از آن موکول کرد. در ۱۶ آبان ۱۲۸۷، جمعی از افراد بانفوذ تهران به باغشاه دعوت شدند و در آن جلسه شیخ فضل‌الله نوری اعلام کرد که مشروطه با شرع سازگار نیست و تلگراف‌های متعددی را از شهرهای مختلف به شاه نشان داد که نشان می‌داد اهالی شهرهای مختلف ایران با مشروطه مخالفند. حاضران در این جلسه طی عریضه‌ای از شاه درخواست کردند که از بازگشایی مجلس چشم‌پوشی کند. در روز ۲۸ آبان اجتماع مشابهی تشکیل شد و طومار مشابهی جمع‌آوری شد و شاه هم اعلام کرد که در نتیجه خواست مردم از مشروطه چشم‌پوشی خواهد کرد، اما اعلام کرد که مجلس شورای مملکتی جایگزین مجلس شورای ملی خواهد شد. برای این منظور پنجاه نفر به انتخاب شاه برای عضویت در این مجلس دعوت شدند. دولت بریتانیا با تشکیل این شورا مخالف بود و بارکلی، سفیر انگلیس در ایران، اعضای آن را جمعی جاهل و مرتجع خواند.
ابتدا سفارت بریتانیا و پس از مدتی سفارت روسیه مخالفت خود را با تشکیل این مجلس به جای مجلس منتخب مردم اعلام کردند و شاه را تحت فشار گذاشتند. شاه برای استقراض، از دولت پادشاهی آلمان کمک خواست و وعده داد در آینده اجازه ورود منتخبانی از مردم را به این مجلس خواهد داد. اما سفیر آلمان هم مخالفت کرد و حاضر نشد به شاه کمک کند.
محمدعلی شاه کار اصلاح قانون اساسی و تدوین قانون انتخابات مجلس شورا و مجلس سنا را به این مجلس سپرد و منتخبان این مجلس نیز در دوره نسبتاً کوتاهی مأموریت خود را به انجام رساندند. اما نیروهای مشروطه‌خواه به رهبری سردار اسعد بختیاری از اصفهان و محمدولی خان سپهدار از گیلان در راه تهران بودند و مجال اجرای این قانون‌ها هیچ‌وقت پیدا نشد. پس از موفق شدن مشروطه‌خواهان در شهرهای مختلف ایران، محمدعلی شاه در هفته اول اردیبهشت ۱۲۸۸ طی بیانیه‌ای قول داد که مجلس شورای ملی را با همان کیفیت سابق تشکیل خواهد داد. او در ۱۴ اردیبهشت، فرمان تشکیل مجلس را هم صادر کرد. به استناد این فرمان و بیانیه، نمایندگان سیاسی روسیه و بریتانیا، سردار اسعد را به پذیرش قول شاه و ترک مخاصمه ترغیب کردند. اما او اعلام کرد که برای نظارت بر اجرایی شدن قول شاه به تهران می‌رود و اگر شاه مجلس را تشکیل داد، به همراه نیروهایش به دیار خود باز خواهند گشت.

## مقاومت

### در تبریز

تصویری از حرکت مجاهدان برای شروع یک نبرد در تبریز، برگرفته از یک کتاب که نویسنده‌اش شاهد عینی رویدادهای تبریز بوده است. نام نویسنده/نگارگر نامشخص است.

در حالی که با به توپ بستن مجلس، مشروطه‌خواهان در تهران و بسیاری از شهرهای دیگر کشور، طی مدت کوتاهی شکست خوردند و دستگیر یا متواری شدند، اما در تبریز مجاهدان مشروطه خواه، نیروهای سلطنتی را عقب راندند و به مشروطه‌خواهان در دیگر نقاط کشور انگیزه و امید بخشیدند.
مشروطه‌خواهان تبریزی که در قالب انجمن ایالتی آذربایجان و مرکز غیبی متشکل بودند، به‌واسطه ارتباط با گروه‌های سوسیال دموکرات در منطقه قفقاز، به ضرورت مسلح شدن و تعلیم نظامی مشروطه‌خواهان واقف شده و قبل از شروع درگیری‌ها تدارک رویارویی را دیده بودند. اگرچه در روزهای نخست، سلطنت‌طلبان توانستند بخش عمده‌ای از شهر را تصرف کنند، اما مقاومت گروهی از مجاهدان به رهبری ستارخان در محله امیرخیز تبریز، باعث پیوستگی نیروی مقاومت و نهایتاً شکست نیروهای دولتی به رهبری چلبیانلو شد. این در حالی بود که مخالفان مشروطه در تبریز با تشکیل گروهی به نام انجمن اسلامیه، سعی داشتند گروه‌های مشروطه‌خواه را نزد مردم، ضد دین جلوه دهند. بدین ترتیب، مجاهدان مشروطه توانستند در مهر ۱۲۸۷ تمام تبریز را به تصرف خود درآورند و اداره شهر را در دست بگیرند. محمدعلی شاه قوای مسلحی به رهبری عین‌الدوله به تبریز فرستاد که تبریز را محاصره کردند و مانع از تهیه آذوقه و مایحتاج شهر شدند و قحطی و گرسنگی فشار زیادی به مردم وارد کرد. به گفته یزدانی، در تبریز شایعاتی مطرح شد که فشار قحطی ناشی از محاصره، مردم را به صرافت انداخته است که به خانه ثروتمندان و کنسولگری‌های خارجی حمله کنند و آنها را غارت نمایند. بنابراین، روسیه به بهانه حفاظت از جان اتباع خود در تبریز، وارد خاک ایران و با اجازه مشروطه‌خواهان وارد شهر شد و محاصره تبریز خاتمه یافت. روس‌ها اگرچه در بدو ورود به مشروطه‌خواهان روی خوش نشان دادند، اما به مرور آنها را تحت فشار و تعقیب قرار دادند و نشان دادند که قصد خروج از تبریز را ندارند. در نتیجه، نیروهای متشکل مشروطه‌خواه در تبریز پراکنده یا متواری شدند و از مشارکت در فتح تهران بازماندند.
مقاومت تبریز، باعث شد مشروطه‌خواهان در شهرهای دیگر برانگیخته شوند و تکاپوی خود را از سر بگیرند. در خراسان، فارس و گرگان حرکت‌های جدیدی شکل گرفت و از آن مهم‌تر در اصفهان و گیلان نیروهای مشروطه‌خواه با سازماندهی نیروهای خود، به سمت تهران حرکت کردند و توانستند با تصرف تهران، محمدعلی شاه را از سلطنت خلع کنند. اگرچه مشروطه‌خواهان تبریز با ورود روس‌ها از مشارکت در این پیروزی‌ها بازماندند، اما مقاومت ۱۱ ماهه آنان، انگیزه و دلگرمی برای مشروطه‌خواهان سایر نقاط فراهم کرده بود.

### در نجف
بخشی از علمای نجف، مرکز دینی شیعه امامیه، که پیش از به توپ بستن مجلس از مشروطه دفاع می‌کردند، با ارسال تلگراف و صدور فتوا، به صورت سلبی (مطرود و غصبی دانستن حکومت محمدعلی شاه) یا ایجابی (صدور دستور مقاومت برای مخاطبان و مقلدان) نسبت به این واقعه واکنش نشان دادند. آخوند خراسانی، محمدحسین تهرانی و عبدالله مازندرانی، سه روحانی پرنفوذ ساکن نجف، از مشروطه پشتیبانی کردند و شاه و دولتیان را غاصب دانستند. آنها دادن مالیات به دولت غاصب را حرام اعلام کردند و مخالفت با اساس مشروطیت را در حکم محاربه با امام زمان دانستند. بعضی از علمای نجف ضمن برقراری ارتباط با انجمن سعادت در استانبول، به بازرگانان اجازه داده بودند که برای کمک به مجاهدان تبریز، تحت عنوان اعانه، کمک مالی جمع کنند.

### در اصفهان
هدر روز هفتم دی ۱۲۸۷، بازاریان و اصناف اصفهان بازار را تعطیل کردند و در مسجد شاه گرد آمدند. در روز دوازدهم دی، سواران بختیاری به رهبری ضرغام‌السلطنه با نیروهای دولتی در اصفهان درگیر شدند و اقبال‌الدوله، حاکم اصفهان بعد از چند روز درگیری به کنسولگری بریتانیا پناهنده شد. صمصام‌السلطنه بختیاری در روز ۱۵ دی وارد اصفهان شد و اداره شهر را در دست گرفت. او خود را حاکم اصفهان قلمداد نکرد و به جای آن، خواستار برگزاری انتخابات و تشکیل انجمن ولایتی شد. پشتیبانی ایل بختیاری از مشروطه‌خواهان اصفهان اهمیت تاریخی ویژه‌ای دارد؛ چون تا آن زمان، ایل‌های مهم کشور یا در مقابل مشروطه صف‌آرایی کرده بودند یا موضعی منفعل و بی‌طرف داشتند.
صمصام‌السلطنه، ظفرخان و ضرغام‌السلطنه رؤسای سه خانواده مهم بختیاری و رقیب بودند. صمصام‌السلطنه را محمدعلی شاه به تازگی از مقام ایل‌بیگی خلع و ظفر خان را به جای او منصوب کرده بود. ظفر خان در حمایت از شاه، گروهی از سواران بختیاری را برای شرکت در محاصره تبریز، راهی کرده بود. به همین دلیل، صمصام‌السلطنه و ضرغام‌السلطنه متحد شدند و تصمیم گرفتند از مشروطه‌خواهان اصفهان حمایت کنند. با این حال، اهداف آنها به یک نزاع درون‌ایلی محدود نماند؛ آنها وارد مبارزه با حکومت مرکزی و تلاش برای حاکمیت قانون در کشور شدند.
دولت برای مقابله با شورش، حکومت اصفهان را به عبدالحسین میرزا فرمانفرما سپرد و او را با چندصد سوار بختیاری به رهبری ظفرخان راهی اصفهان کرد. اما عبدالحسین میرزا تصمیم گرفت که به اصفهان نرود. او به اتفاق سربازان بختیاری که تمایل به جنگیدن با اقوام و خویشان خود نداشتند، از کاشان جلوتر نرفتند. ظفرخان هم نیروهای نظامی خود را پراکنده کرد.

### در گیلان
یکی از اقدامات محمدعلی شاه، بعد از تعطیلی مجلس، منصوب کردن محمدعلی سردار افخم به حکومت گیلان بود. او اگرچه حاکمی خودکامه بود، اما نتوانست مانع فعالیت مخفیانه انجمن‌ها در رشت و بندر انزلی و نافرمانی دهقانان در منطقهٔ تالش شود. از جمله این انجمن‌ها، انجمن طلاب به رهبری میرزا کوچک‌خان و شاخه حزب داشناک در رشت بودند. همچنین گروهی از مشروطه‌خواه با محوریت کریم خان رشتی و برادرش، عبدالحسین خان معزالسلطان گرد هم آمدند و تصمیم گرفتند برای سرنگونی سردار افخم از سوسیال دموکرات‌های قفقاز کمک بخواهند. این دو برادر، در آبان ۱۲۸۷، در سفری که به تفلیس داشتند، با حزب سوسیال دموکرات روسیه توافق کردند که تعدادی از نیروهای کارآزموده را برای کمک به مبارزه در گیلان اعزام نمایند. در گام نخست، ۲۳ داوطلب به رهبری والیکو به رشت آمدند، ولی تعداد آنها به تدریج به ۳۵ نفر رسید. آنها در ساختن فشنگ، نارنجک و بمب دستی و شناسایی نقاط حساس شهر برای طراحی حمله، کمک کردند.

مشروطه‌خواهان مسلح در گیلان

در ۱۹ بهمن ۱۲۸۷، طرح معزالسلطان عملیاتی شد. به صورت همزمان، گروهی از افراد مسلح به رهبری معزالسلطان به باغ مدیریه حمله کردند که در طی زدوخوردها، سردار افخم کشته شد و گروه دیگر به رهبری والیکو به دارالحکومه در مرکز شهر تاختند و با نیروهای قزاق مدافع درگیر شدند. مدافعان دارالحکومه نیز پس از سه ساعت تسلیم شدند و اداره شهر به دست مشروطه خواهان افتاد. در این نبرد حدوداً ۵۰ تا ۶۰ نفر شرکت داشتند که شامل ۳۰–۳۵ گرجی و ۱۰ نفر ارمنی بودند. ارمنیان به رهبری یپرم خان، در میانه زدوخوردها به شورشیان پیوسته بودند.
سران قیام، برای اداره شهر، کمیته‌ای تشکیل دادند و به افتخار مجاهدت‌های ستارخان، نام آن را کمیته ستار گذاشتند. معزالسلطان، میرزا حسین کسمایی، محمدعلی تربیت و یپرم خان در این کمیته عضویت داشتند. رهبران کمیته، سیاستی میانه‌رو در پیش گرفتند و از محمدولی خان سپهدار تنکابنی دعوت کردند تا حکومت گیلان را در دست گیرد. سپهدار، از زمین‌داران بزرگ منطقه بود و سابقه‌ای در مخالفت با مشروطه داشت؛ چنان‌که در روزهای اول انقلاب مشروطه، دستور داده بود تا به مردم بی‌سلاح در مسجد جامع تهران تیراندازی کنند. او همچنین در محاصره تبریز شرکت داشت. اما بعد، با سران جنبش تبریز همدلی نشان داد و با ترک محاصره به تنکابن بازگشت و انجمنی در دفاع از مشروطه تشکیل داد. مخبرالسلطنه در کتاب خاطرات و خطرات، او را «مرد شش‌دانگ روس» قلمداد کرده است. با این حال، کمیته ستار به دلایلی از جمله احتمالاً تجربه حکمرانی او، به دست آوردن اعتماد زمینداران و جلوگیری از رو در رویی احتمالیش با قیام رشت، او را برای اداره شهر دعوت کرد و او نیز پذیرفت.
کمیته ستار پس از کنترل کامل رشت، به انزلی نیز دست یافت و در اندیشه فتح تهران، در اسفند ۱۲۸۷ منجیل و رودبار و در ۱۵ اردیبهشت ۱۲۸۸ قزوین را از کنترل نیروهای دولتی خارج کرد.

## سرانجام

### فتح تهران

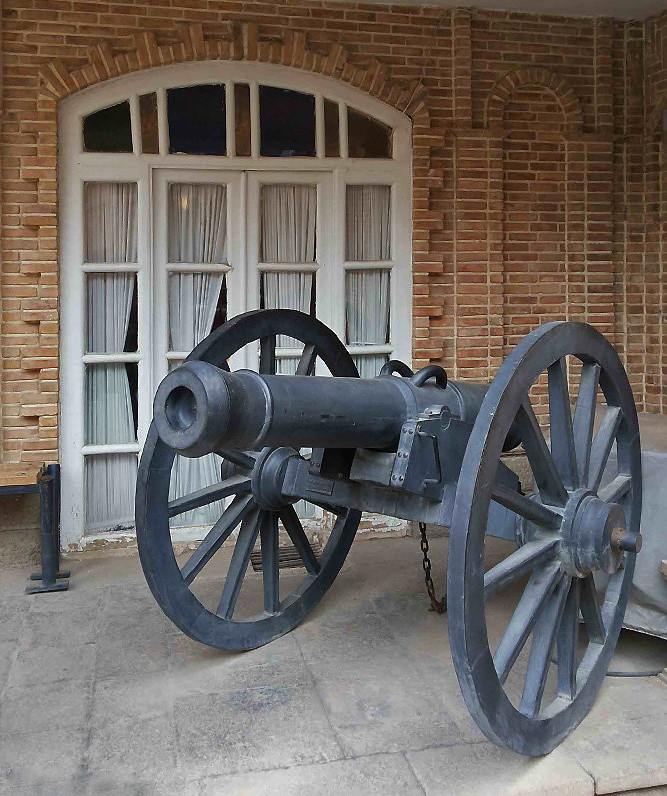
توپ جنگی که در نبردهای دوران مشروطیت مورد استفاده قرار می‌گرفت؛ نمونه به نمایش درآمده در خانه مشروطه تبریز

با موفقیت مشروطه‌خواهان در آذربایجان، اصفهان و گیلان، ناآرامی‌ها در نقاط دیگر کشور هم اوج گرفت و شهرهای بوشهر، بندرعباس، کرمانشاه و مشهد هم از کنترل نیروهای دولتی خارج شد. منابع مالی دربار رو به اتمام رفت و بانک‌های خارجی هم وام جدیدی برای تأمین مخارج نیروهای قزاق نپرداختند.
نیروهای بختیاری، به رهبری سردار اسعد بختیاری در ۳۱ اردیبهشت ۱۲۸۸ از اصفهان به سمت تهران حرکت کرد. محمدعلی شاه تعدادی از نیروهای بختیاری وفادار به خود را با فرماندهی امیرمفخم به مقابله با آنها فرستاد که در ارتفاعات حسن‌آباد موضع گرفتند و توپ‌های خود را مستقر کردند. اما سردار اسعد بعد از این که از متقاعد کردن امیرمفخم برای ترک مخاصمه ناامید شد، آن نیروها را دور زد و به رباط کریم رفت و در نهایت به اردوی گیلان که از کرج عبور کرده بود و به نزدیکی تهران رسیده بود، پیوست. نیروهای مشروطه‌خواه که از به هم پیوستن اردوی گیلان و اردوی بختیاری شکل گرفته بود، در روز ۳ تیر ۱۲۸۸ به سمت تهران حرکت کردند، در حالی که محمدعلی شاه دروازه‌های تهران را به توپ تجهیز کرده بود و فرستادگان روسیه و بریتانیا تلاش می‌کردند آنها را از حمله به پایتخت منصرف کنند.
برای تحت فشار گذاشتن نیروهای مشروطه‌خواه، روسیه ارتشی را برای ورود به خاک ایران روانه کرد. این نیروها شامل یک هنگ قزاق، یک سپاه پیاده و یک واحد توپخانه در ۹ تیر ۱۲۸۸ در باکو تجمع کرده بودند و پنج روز بعد، بنا به گزارش کنت الکساندر بنکندورف، سفیر وقت روسیه در لندن، به انزلی و قزوین اعزام شدند. آنها در روز ۲۰ تیر وارد قزوین شدند.
سردار مریم بختیاری و تعدادی از نیروهای بختیاری، قبل از ورود نیروهای مشروطه‌خواه، مخفیانه وارد تهران شدند تا به محض شروع درگیری‌ها بتوانند در داخل شهر، در اطراف مجلس سنگربندی کنند و با نیروهای قراق بجنگند. نیروهای ملی در روز ۲۲ تیر موفق شدند دروازه بهجت‌آباد را بگشایند و وارد تهران شوند. آنها بهارستان و محلات شمالی تهران را تصرف کردند و در مسجد سپهسالار مستقر شدند. محمدعلی شاه با سه هزار سرباز و شانزده توپ به سلطنت آباد رفت. زد و خورد در شهر به مدت سه روز ادامه یافت تا این که در روز ۲۵ تیرماه، محمدعلی شاه به سفارت روسیه پناهنده شد، لیاخوف تسلیم شد و پایتخت به کنترل مشروطه‌خواهان درآمد. در این درگیری‌ها، ۵۰۰ تن کشته شدند و بنا به گزارش مقامات بریتانیا، هیچ غارتی از سوی نیروهای فاتح تهران صورت نگرفت و موارد غارت، توسط نیروهای سلطنتی اتفاق افتاد.

### انتقال قدرت
پس از فتح تهران، بین روسیه و مشروطه‌خواهان مصالحه‌ای شکل گرفت که بر اساس آن بریگاد قزاق به روال سابق در تهران حضور داشته باشد و مسوولیت شهربانی تهران را بر عهده گیرد و در مقابل، روسیه دست از مخاصمه با فاتحان تهران بردارد و حکومت جدید را به رسمیت بشناسد.
یک مجلس عالی متشکل از پانصد نفر از اعیان، اشراف، شاهزادگان، دیوانسالاران، روحانیان، بازرگانان، سران اصناف و مشروطه‌خواهان سرشناس برگزار شد. این مجلس، محمدعلی شاه را از سلطنت خلع و فرزندش احمد میرزا را به سلطنت منصوب کرد. با توجه به سن و سال پادشاه جدید، عضدالملک، ایلخان قاجار به‌عنوان نایب‌السلطنه معرفی شد. همچنین محمدولی خان تنکابنی رئیس دولت و وزیر جنگ، سردار اسعد بختیاری وزیر داخله و یپرم خان رئیس نظمیه تهران شدند.
مجلس عالی همچنین تصمیم گرفت تا زمان برگزاری انتخابات مجلس دوم، کمیته‌ای دوازده نفره را به‌عنوان نماینده این مجلس تشکیل دهد. محمدولی خان تنکابنی، سردار اسعد بختیاری، صنیع‌الدوله و تقی‌زاده از جمله اعضای این کمیته بودند.
در تهران دادگاهی به منظور محاکمه سران ضد مشروطه برگزار شد و افرادی مانند فضل‌الله نوری، میرهاشم تبریزی و مفاخرالملک به اعدام محکوم شدند.
در روز ۳۰ مرداد، محمدحسن میرزا، برادر احمدشاه به‌عنوان ولیعهد معرفی شد و محمدعلی شاه که تلاشش برای ماندن در ایران به نتیجه نرسیده بود، مجبور شد در روز ۱۸ شهریور به همراه چهل نفر از بستگان و ملازمان خود از ایران خارج شود و به شهر اودسا برود.
عمارت بهارستان زیر نظر ارباب کیخسرو و به دست شیخ حسن معمار ترمیم شد و مجلس دوم در ۲۳ آبان ۱۲۸۸ با نطق احمدشاه افتتاح شد. با رای نمایندگان مجلس، موتمن‌الملک پیرنیا رئیس مجلس شد و محمدولی خان تنکابنی به‌عنوان نخست‌وزیر دولت تشکیل داد.

### تأثیرات بلندمدت
سهراب یزدانی معتقد است که پیروزی مشروطه‌خواهان و برچیده شدن استبداد صغیر، نتوانست تغییر بنیادینی در نهادهای سیاسی و اجتماعی به وجود آورد؛ چراکه اقتدار سیاسی و اقتصادی طبقه حاکم، پس از برکنار شدن محمدعلی شاه، همچنان بر جای ماند و اداره‌کنندگان کشور، جز در چند مورد محدود و استثنایی، همان وابستگان به نظام کهن بودند. منصوره اتحادیه نیز مشروطه را دارای دو روی متضاد می‌داند؛ از سویی نه در بافت سنتی جامعه و نه در طبقهٔ حاکم تغییر جدی ایجاد نشد و از سوی دیگر نهادهای جدید و تفکر مدرن وارد فضای سیاسی کشور شد و ساختار دولت را متحول کرد. وی معتقد است که با وقوع جنبش مشروطه، قدرت طبقهٔ حاکم، حتی بیش از پیش تقویت شد؛ چرا که هم به واسطهٔ قانون اساسی مالکیتشان بر اراضی قابل دست‌اندازی توسط شاه نبود و هم این که امکان دریافت مقام توسط ایشان دیگر به نظر شخص شاه وابسته نبود و از لابی با نهادهای سیاسی جدید نیز می‌توانستند پست بگیرند.
رجال قدیمی که در دولتهای مشروطه به کار گرفته شدند، نمی‌توانستند پاسخگویی خود را نسبت به مجلس به خوبی درک کنند و همچنان تحت نفوذ شاه بودند. این مسئله، بدبینی مجلس و دولت را زمینه‌سازی می‌کرد و مجلسیان، وزیران را دست‌نشاندهٔ شاه می‌پنداشتند؛ چنان‌که در مقاطعی گفته می‌شد نمایندگان نباید با وزیران مراوده داشته باشند. این بدبینی حتی در ادوار بعد از خلع محمدعلی شاه نیز ادامه پیدا کرد و باعث می‌شد مجلس و دولت به جای همکاری، با هم رویارویی داشته باشند. اگرچه در مجلس دوم به بعد، رئیس‌الوزرا را مجلس انتخاب می‌کرد، اما چون باید نظر روسیه و بریتانیا نسبت به متصدی این مقام اخذ می‌شد، بی‌اعتمادی همچنان ادامه داشت. اعضای کابینه، به واسطهٔ ارتباطاتی که با روسیه و بریتانیا داشتند، همواره هدف بدگمانی بودند و به آنها القابی از قبیل روسوفیل (روسیه‌دوست) یا انگلوفیل (انگلیس‌دوست) می‌دادند. یکی از نتایج این بدبینی‌ها، بی‌ثباتی کابینه‌ها بود. از آغاز مشروطه تا پایان مجلس پنجم، سی کابینه روی کار آمدند که عمر متوسطشان شش ماه بود. علاوه بر این هر کابینه در طول مدت عمر خود با تغییرات و ترمیم نیز مواجه بود. البته وزرایی که در کابینه‌های مختلف منصب خود را حفظ می‌کردند یا منصب دیگری را بر عهده می‌گرفتند هم کم نبودند، چنان‌که طی دوران مجلس اول تا پنجم، سیزده وزیر، متناوباً چهل بار وزیر شدند. در مجلس هم بسیاری از نمایندگان، برای بار اول به مجلس راه می‌یافتند؛ چنان‌که طی مجلس‌های دوم تا پنجم، به‌طور متوسط، تنها ۲۴ درصد از نمایندگان منتخب، سابقهٔ نمایندگی داشتند. نمایندگان جدیدالورود، عمدتاً از اصول پارلمانی و سیاسی اطلاعات کمی داشتند که به نوبهٔ خود باعث بی‌اثر شدن بخشی از مذاکرات پارلمانی می‌شد. دولت‌ها، اگرچه از همان مجلس اول، برنامه‌های خود را به مجلس ارائه می‌نمودند، اما اغلب به بیان کلیات یا موارد تکراری بسنده می‌کردند. درنتیجه رأی مجلس هم عموماً به شناخت نمایندگان از فرد معرفی‌شده متکی بود و نه به برنامهٔ او. به طریق اولی، نمایندگان هم معمولاً بر اساس فعالیت‌های حزبی و تشکیلاتی انتخاب نمی‌شدند و شناخت فردی رأی‌دهندگان از نامزدان، تعیین‌کنندهٔ صندوق‌های رأی بود که این مسئله هم از یک سو مانع توسعهٔ فعالیت‌های حزبی و از سوی دیگر باعث عدم انسجام در تصمیم‌گیری‌های مجلس می‌شد.

## تحلیل تاریخی

### شخصیت محمدعلی شاه
فریدون آدمیت معتقد است که محمدعلی شاه دل‌بسته شیوه استبدادی دوران ولیعهدی‌اش بود. اما شخصیتی متزلزل و نااستوار داشت که او را در مقابل فشارهای سیاسی آسیب‌پذیر می‌کرد. آدمیت، تضاد رفتار او در طغیان و تسلیم در برابر مشروطه را ناشی از تضاد شخصیت او تحت تأثیر عوامل مؤثر سیاسی و اجتماعی می‌داند.
ملائی، استاد دانشگاه، معتقد است شخصیت محمدعلی شاه تاب پذیرفتنِ مجلسی با اختیارات مجلس شورای ملی را نداشت و تنها می‌توانست به حضور مجلسی مشورتی تن دهد. وی تلاش محمدعلی شاه برای تأسیس مجلس شورای مملکتی را در همین راستا ارزیابی می‌کند. به گفته ملائی، او چهار بار به وفاداری به مشروطه و قانون اساسی سوگند خورد و هر چهار بار، سوگندش را شکست.
جمشید کیانفر، پژوهشگر تاریخ، دعوت نشدن نمایندگان مجلس به مراسم تاج‌گذاری محمدعلی شاه را نشانه عناد محمدعلی شاه با مجلس نمی‌داند و گفته است که این موضوع در همان زمان مورد اعتراض نمایندگان مجلس واقع نشد، بلکه یک سال بعد، با شروع شدن اختلافات، بعضی از نمایندگان به این موضوع اعتراض کردند. وی این عدم دعوت را ناشی از عدم آشنایی رجال ایران و از جمله خود محمدعلی شاه با آداب مشروطه می‌داند.

### جریان مشروعه‌خواهی
روحانی، تاریخ‌نویس انقلاب اسلامی، محمدعلی شاه را یکسره مخالف با مشروطه نمی‌داند و معتقد است او به واسطه رابطه خوبی که با روحانیان شیعه داشت، از حکومتی با نام مشروعه حمایت می‌کرد که در آن علمای اسلام، اگرچه عضو مجلس نبودند، در مجلس حضور می‌یافتند و بر مصوبات آن نظارت می‌کردند تا مخالف شرع نباشد. اما در مقابل، ماشاءالله آجودانی، مخالف دانستن مشروطه با شرع را مستمسک اصلی محمدعلی شاه برای حمله به مجلس و دستگیری مشروطه‌خواهان می‌داند. وی معتقد است که محمدعلی شاه و روحانیان طرفدارش، «با خلاصه کردن مفهوم سیاسی حکومت استبدادی و شرعی مورد نظرشان» در کلمه «مشروعه»، به جنگ مشروطه و مهم‌ترین دستاورد آن؛ مجلس رفتند.
رسول جعفریان، دم زدن محمدعلی شاه از مشروعه را «بدشانسی» شیخ فضل‌الله نوری می‌داند و معتقد است علت مخالفت مشروطه‌خواهان با لفظ مشروعه، همین بدشانسی است که به مشروعه رنگ و بوی استبداد بخشید و مشروطه‌خواهان را علیه آن شوراند.

### جریان‌های انقلابی ضدشاه
عامه مردم ابزار بدون اراده پیشوایان خود بودند که به هر سو می‌خواستند، آنها را می‌کشاندند. آنچه پیشرفت نداشت، سخن منطق و استدلال بود. هرکس از اعتدال و مدارا سخن می‌گفت، یا مورد خشم محمدعلی شاه قرار می‌گرفت و به جرم آزادی‌خواهی مطرود می‌گردید یا از جانب تندروان افراطی به حربه اتهام سازش با دربار محکوم می‌شد.

از کتاب فکر آزادی و مقدمه نهضت مشروطیت اثر فریدون آدمیت
آجودانی معتقد است که در اردوی مشروطه‌خواهان، «خودسری، قدرت‌خواهی و اغتشاش‌طلبی بعضی از انجمن‌ها»، «بدفهمی، کارندانی و کارشکنی انقلابیون افراطی» و «سوءاستفاده از آزادی بیان» عوامل مؤثر و تسریع‌کننده بروز کودتا بوده است. احتشام‌السلطنه، رئیس مجلس اول، افراط گروه‌های تندرو مشروطه‌خواه را آنقدر زیاد دانسته است که اگر محمدعلی شاه مجلس را به توپ نمی‌بست، توده ملت با مجلس به مخالفت برمی‌خواستند و بساط مشروطه تا سال‌های سال برچیده می‌شد.
روحانی معتقد است که محمدعلی شاه در ابتدای سلطنتش تلاش می‌کرد با مجلس، همدلی و همراهی نشان بدهد، لیکن بعضی از انجمن‌ها تلاش می‌کردند با متشنج کردن فضای سیاسی کشور، مانع مصالحه مجلس و شاه شوند. کیانفر می‌گوید اگر جریان‌های مشروطه‌خواه آگاهی کافی از مشروطه و ضروریات آن داشتند، محمدعلی شاه بهترین فرد برای اجرای آن بود، ولی آنها شاه را به مسیر مخالفت با مشروطه سوق دادند. بر اساس آنچه سهراب یزدانی از مجموعه گزارش‌های وزارت امور خارجه روسیه تزاری، مشهور به کتاب نارنجی نقل کرده است، اختلافاتی که به ماجرای میدان توپخانه انجامید، ریشه در گستاخی انجمن‌ها نسبت به شاه داشت.
فریدون آدمیت در بین مشروطه خواهان انقلابی، هم افرادی را برمی‌شمارد که در آزادی‌خواهی آنان تردید ندارد و هم افرادی را نام می‌برد که به گمان وی با اغراض دیگری (مثلاً بر تخت نشاندن ظل‌السلطان) به این کار مبادرت می‌کردند. وی معتقد است که ملک‌المتکلمین از ظل‌السلطان مزد می‌گرفت و مویدالاسلام و سیدحسن مدیر (مدیران حبل‌المتین) افرادی سودجو بودند. اما سید جمال واعظ، میرزا جهانگیرخان و محمدرضا مساوات، از سلامت نفس برخوردار بودند. احمد کسروی در تاریخ مشروطه ایران گزارش کرده است که محمدرضا مساوات شرحی از بدکاری‌های محمدعلی شاه و ام خاقان را بر طومار بزرگی نوشته و در بازار نصب کرده بود تا مردم آن را امضا کنند. به عقیده کسروی، این سخنان «بنیادی جز پندار و گمان نداشت».

### نقش دولت‌های خارجی
سید حمید روحانی، تاریخ‌نویس انقلاب اسلامی معتقد است که محمدعلی شاه به دولت روسیه وابستگی داشت و دولت بریتانیا حاضر نبود یک پادشاه وابسته به رقیب دیرینه خود را در منطقه تحمل کند؛ بنابراین وقتی تلاش آنها برای برکناری او در زمان ولیعهدی به نتیجه نرسید، شایعه کردند که شاه جدید با مشروطه مخالف است تا مشروطه‌خواهان را علیه او تحریک کنند. به اعتقاد روحانی، بریتانیا به کمک بعضی از عوامل وابسته به خود، مانند تقی‌زاده، که در جریان مشروطه نفوذ کرده بودند، نقشه بدگمانی مشروطه‌خواهان به شاه و شاه به مشروطه‌خواهان را گام به گام پیش بردند. وی معتقد است که زمزمه براندازی محمدعلی شاه، حتی قبل از مخالفت او با مشروطه در کلام مجاهدان قفقازی که به تبریز آمده بودند، شنیده می‌شد؛ چرا که دولت روسیه نیز در صدد تضعیف حکومت مرکزی ایران و جدا کردن آذربایجان از ایران بود.
روحانی، انتخاب امین‌السلطان برای نخست‌وزیری را تلاش او برای موازنه قدرت به نفع روسیه دانسته است و با این حال، معتقد است که دولت بریتانیا و عوامل آن در مجلس هم با این انتخاب مخالفت جدی نداشتند؛ چون تصور می‌کردند با توجه به سابقه تکفیر شدن او توسط مراجع تهران، این انتخاب به محدود شدن دایره نفوذ روحانیان مشروطه‌خواه خواهد انجامید. او معتقد است که امین‌السلطان پس از نخست‌وزیری با روحانیان شیعه مدارا کرد و این مسئله برای دولت بریتانیا، نگران‌کننده شد؛ چنان‌که بنا به گفته روحانی، نقشه ترور او توسط عوامل بریتانیا طراحی و اجرا شد.
آدمیت، نقش دولت روسیه در تهییج و تحریک محمدعلی شاه به براندازی مجلس و نقش بریتانیا در حمایت از مشروطه‌خواهان را تأیید می‌کند. اما معتقد است که حمایت بریتانیا از مشروطه‌خواهان به دلیل محدود کردن نفوذ و قدرت محمدعلی شاه، پادشاهی که تحت نفوذ روس‌هاست، صورت می‌گرفته است.
ملایی توانی، سیاست روسیه در دوران استبداد صغیر را «سیاستی دوگانه» توصیف کرده است که طی آن از یک سو در مورد ضرورت برقراری مجدد نظام مشروطه با بریتانیا همراهی می‌کرد و هم‌زمان از پشتیبانی از محمدعلی شاه که مرکز ثقل نفوذش در ایران بود، دست برنمی‌داشت. به نوشته عبدالله مستوفی در شرح زندگانی من، کنسولگری روسیه در تبریز نقش مهمی در پشتیبانی از نیروهای دولتی محاصره‌کننده داشت و به آنها فشنگ و مهمات ارسال می‌کرد و میل داشت هم حکومت مرکزی و هم مجاهدان مشروطه به واسطه طولانی شدن جنگ داخلی، تضعیف شوند. از آنجا که بر اساس قرارداد ۱۹۰۷ تبریز در حوزه نفوذ روسیه قرار داشت، روسیه تلاش می‌کرد نفوذ خود در شهر را حفظ کند تا در صورت بازگشت احتمالی مشروطه، بتواند منافع خود را در این شهر حفظ نماید.

## بازتاب

### در ایران
یکی از رویدادهای استبداد صغیر که رسانه‌های ایران بازتاب وسیعی پیدا کرد، ترور محمدعلی شاه بود. روزنامه‌های حبل‌المتین، مساوات، مجلس و صور اسرافیل این رویداد را «واقعه ناگوار» توصیف کردند. البته این نشریات، خبر ترور شاه را در صفحات نخست و به‌عنوان یک خبر مهم، بلکه لابلای مطالب دیگر جای دادند. صور اسرافیل مصاحبه‌ای با راننده فرانسوی شاه ترتیب داد و به نوعی سوءظن خود را نسبت به نمایشی و صوری بودن این ترور نشان داد.
در اردیبهشت ۱۲۸۷، روزنامه مساوات در پی دستگیری تعدادی از مظنونان به دست داشتن در ترور شاه، مقاله‌ای با عنوان «شاه در چه حال است» منتشر کرد و طی آن از غیرقانونی بودن روند دستگیری این افراد انتقاد کرد، حکومت محمدعلی شاه را غیرقانونی دانست و خواهان تشکیل جمهوری شد. شاه از روزنامه شکایت کرد و روزنامه توقیف شد، اما در پی وساطت عضدالملک، از شکایت خود صرف نظر کرد.
با شروع دوره استبداد صغیر، تقریباً همه نشریات تعطیل شدند و فضای مطبوعاتی کشور افول کرد. درنتیجه فعالان جراید چاره‌ای جز خانه‌نشینی یا فرار نداشتند. علی اکبر دهخدا، که در روزنامه صور اسرافیل با میرزا جهانگیر خان همکاری نزدیکی داشت و بعد از به توپ بستن مجلس به اروپا فرار کرد، در آنجا به یاد کشته‌شدگان این واقعه، قطعه شعری در قالب مسمط سرود و آن را به میرزا جهانگیرخان تقدیم کرد. این شعر با نام «یاد آر ز شمع مرده یاد آر» مشهور شد.
به نوشته ملایی توانی، در پی تشکیل مجلس شورای مملکتی به دستور محمدعلی شاه، فعالیت گروه‌های مخفی مشروطه‌خواه تشدید شد؛ چنان‌که بازار انتشار شب‌نامه رونق گرفت و فتواهای مراجع تقلید نجف در مخالفت با شاه، به صورت اعلامیه در خیابان‌ها نصب شد.

### در کشورهای دیگر

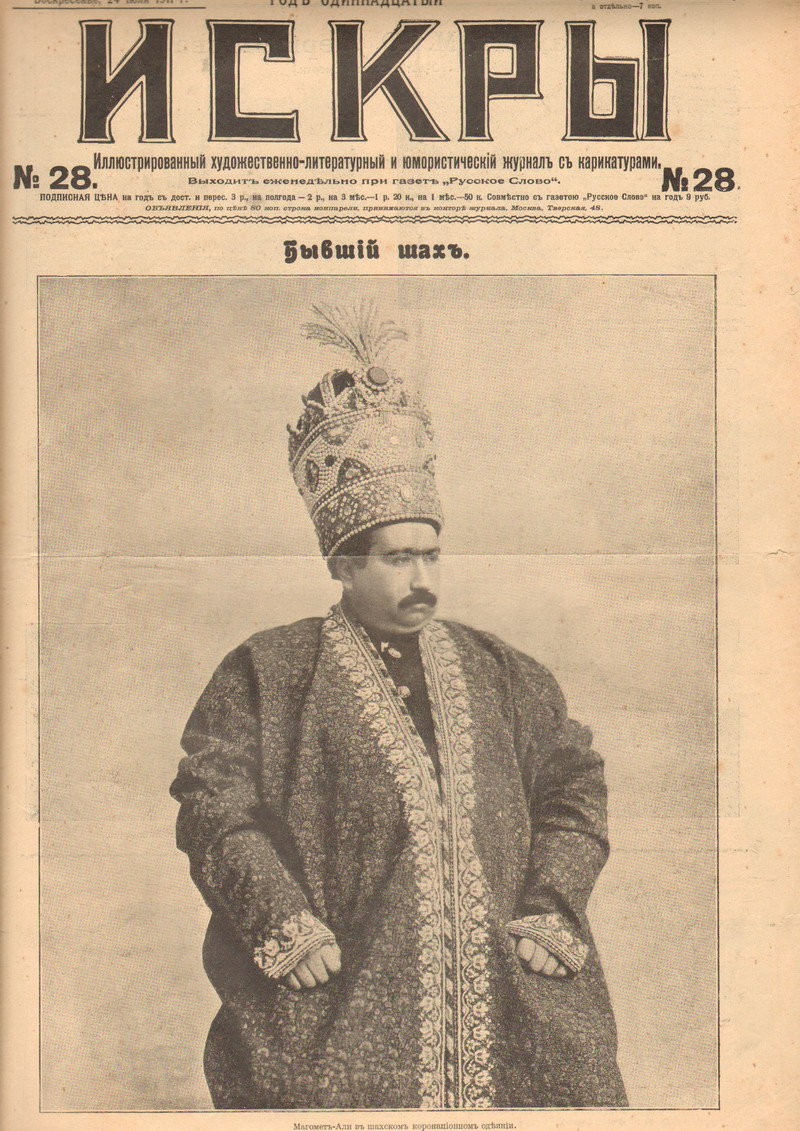
تصویر محمدعلی شاه در یک روزنامه روسی‌زبان.

در روسیه، نمایندگان حزب سوسیال دموکرات، دولت خود را به خاطر اقدامات غیرقانونی لیاخف استیضاح کردند. چون کودتا را بریگاد قزاق عملیاتی کرده بود، ولادیمیر لنین، انقلابی روس، دفاع از نهضت انقلابی ایران را به مثابه بسط مخالفت با حکومت تزاری می‌دانست. او در سال‌های ۱۲۸۷ و ۱۲۸۸ با انتشار مقالاتی در نشریه پرولتاری، اقدامات حکومت روسیه در ایران را محکوم کرد و رویکرد سایر کشورهای اروپایی در ایران را ریاکارانه دانست. او نهضت‌های آزادی‌خواهانه در ایران، هند، ترکیه و چین را مرحله جدیدی از مبارزه بین‌المللی در راه انقلاب اجتماعی دانست.
به گزارش کسروی در تاریخ مشروطه ایران، روزنامه تایمز لندن، چند روز بعد از به توپ بستن مجلس، آن را گزارش کرد و با انتقاد از این رویداد، نوشت: «این نمونه‌ای به دست داد از آن که شرقیان شاینده زندگی آزاد نیستند.» در ۱۵ اکتبر ۱۹۰۸ (۲۲ مهر ۱۲۸۷) تقی‌زاده و معاضدالسلطنه بیانیه‌ای موسوم به بیانیهٔ پناهندگان را در نشریهٔ تایمز لندن منتشر کردند و در آن با بیان دستاوردهای مجلس مشروطه، از قدرت‌های اروپایی خواستند از شاه ایران حمایت مادی و معنوی نکنند.
در ۵ تیر ۱۲۸۷، روزنامه فرانسوی لومتن در صفحه هشتم خود در گزارشی از ایران با عنوان «سربازان می‌چاپند، ترس و وحشت حکومت می‌کند» واقعه به توپ بستن مجلس را گزارش کرد. این روزنامه به نقل از سر ادوارد گری، وزیر خارجه بریتانیا گفته شده است که بریتانیا و روسیه نقشی در وقایع اخیر ایران نداشته‌اند. در این گزارش آمده است: «مرتجعین در شهر حکمرانی می‌کنند. دفاتر روزنامه‌های هوادار انجمن را چپاول کرده‌اند. ممتاز الدوله، رئیس مجلس، به سفارت فرانسه پناهنده شده است. معاون او را بازداشت کرده‌اند. یکی از نمایندگان به‌نام ابراهیم خان را هم سربازان به ضرب گلوله کشته‌اند.» این گزارش به درگیری‌ها در شهرهای دیگر ایران از جمله تبریز نیز پرداخته است. در همین روز نشریه دیگر فرانسوی، لوتام نیز گزارشی از ناآرامی‌ها در ایران منتشر نمود.
جرجی زیدان در نشریه مصری الهلال مقاله‌ای با نام «الدُستور الفارسی: تاریخهُ» (به فارسی: تاریخ قانون اساسی ایران) نوشت و طی آن زمینه‌های شکل‌گیری مشروطه مانند جنبش تنباکو و اقدامات سید جمال‌الدین اسدآبادی و ملکم خان را شرح داد و سپس ماجرای به توپ بستن مجلس را بیان نمود.

## منبع‌شناسی